# Марина (стоянка яхт)
Мари́на (ісп., італ. і порт. marina («берег», «узбережжя») < лат. marina — «морська») — суспільна неіндустріальна гавань для вітрильних або моторних яхт, спеціально обладнана для безпечної стоянки й сервісного обслуговування приватних суден.

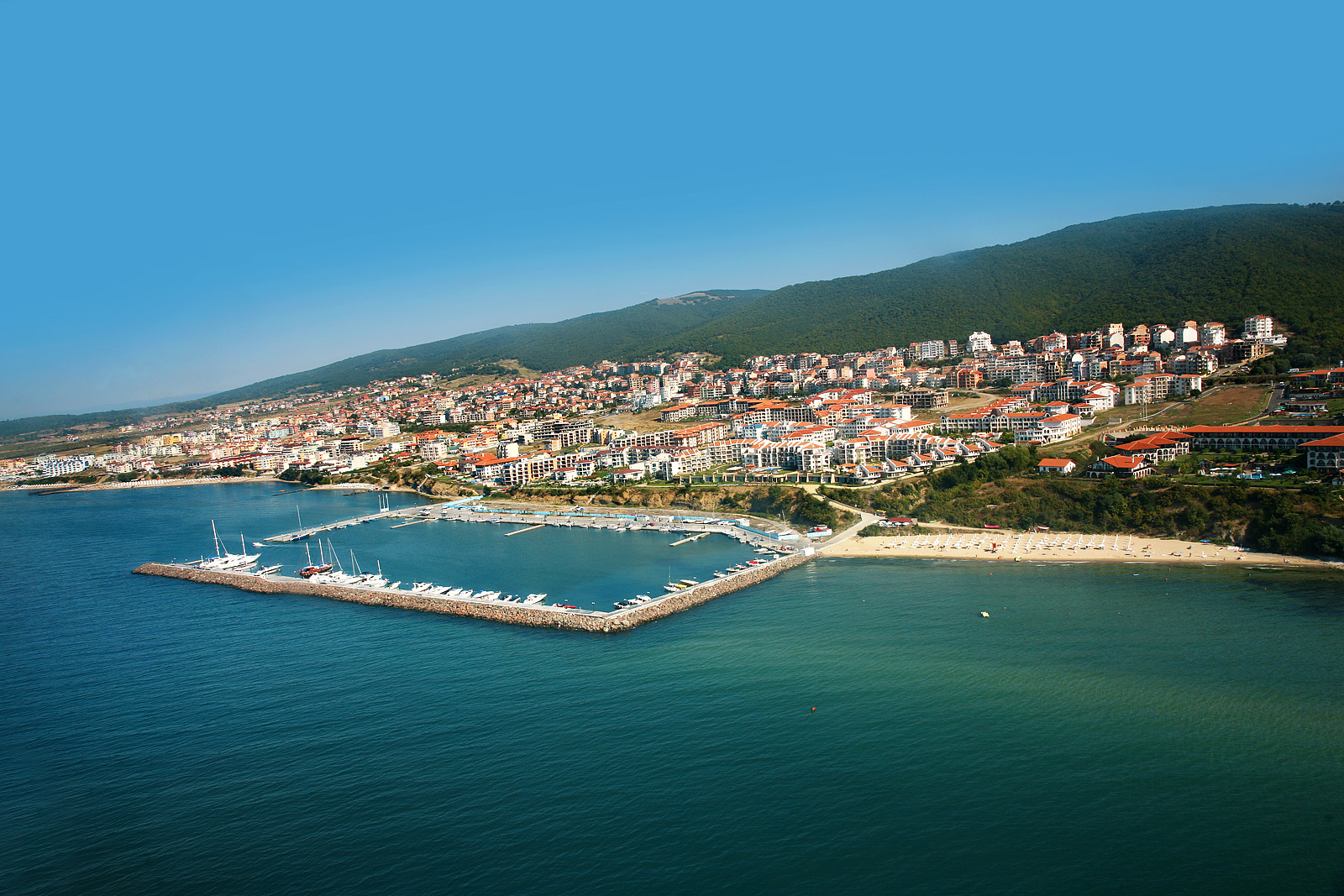
Марина «Діневі» у Святому Власі, Болгарія

 Зазвичай марини облаштовують у регіонах, де розвинений яхтовий туризм. В них також може бути пункт пропуску (контролю) через державний кордон.

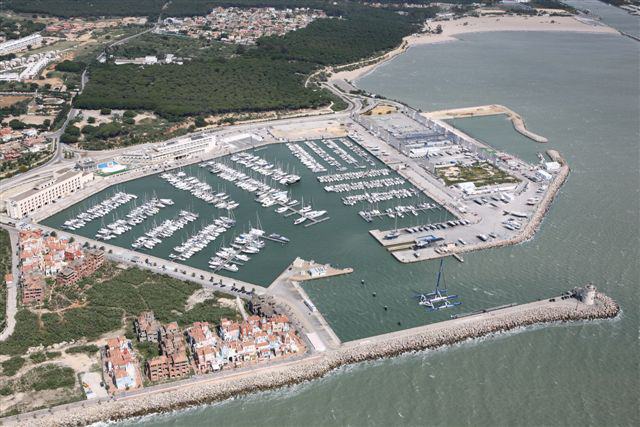
Марина в Ель-Пуерто-де-Санта-Марія, Іспанія

Крім причалу, марина може надавати різноманітні послуги: сервісні служби (душ, туалет), елінги, підйомники, вироблення й оснащення яхтових суден, заправка яхти паливом, водою, підключення до електромережі, доступ до інтернету. У марині можуть розташовуватися магазини та ресторани.